# Nag Hammadi
Nag Hammadi (in arabo نجع حمادي‎?; pronuncia: Naj‘ Ḥammādī /nad͡ʒʕ ħamˈmaːdiː/) è una cittadina situata nel governatorato di Qena (Egitto centrorientale), con una popolazione di circa 30 000 abitanti. È importante centro agricolo per la produzione di zucchero, a cui si affianca l'industria dell'alluminio e del cemento.
Fu nota anticamente con il nome di Χηνοβόσκιον (Chēnobòskion, "recinto per le oche"). Sulla curiosa denominazione Erodiano riporta una sapida freddura:
(De prosodia catholica, ed. A. Lentz, Grammatici Graeci, vol. 3.1. Lipsia, Teubner, 1867.)
È soprattutto nota per la scoperta, nel 1945, di una biblioteca di scritti gnostici cristiani scritti in lingua copta noti come codici di Nag Hammadi.
Nel 1975-1976 l'archeologo Charles Wilfred Griggs fece parte di una squadra che operò uno scavo presso il sito di Nag Hammadi per conto della Università della California - Berkeley.